# Antoine Favre (juge)
Pour les articles homonymes, voir Antoine Favre et Favre.
Antoine Favre, né le 8 mai 1897 à Sion et mort le 8 novembre 1974 dans cette même ville, est un juge fédéral, professeur de droit et homme politique suisse. Il est notamment député du canton du Valais au Conseil national de décembre 1943 à octobre 1952 et juge à la Cour européenne des droits de l'homme de septembre 1963 jusqu'à sa mort.

## Biographie
Originaire du canton du Valais, de Chamoson et Sion, où il grandit, il est le fils de Camille Favre (1865-1928), vétérinaire cantonal, et d’Émilie-Philomène Dubuis (1867-1925). Troisième enfant d'une famille de onze, il est également le frère de l'écrivaine Claire Lucques. En 1925, il épouse Jeanne-Marie Feigel (1900-1967), de Bulle. Ils ont six enfants, dont la féministe Edmée Buclin-Favre.
Après l'obtention d'une maturité classique au Collège de Sion, il entreprend des études d'histoire et de philosophie (licence ès lettres obtenue à l'Université Paris-Sorbonne en 1919), puis de droit (licence en droit obtenue à l'Université de Fribourg en 1922). À la suite d'un séjour à l'Université Humboldt de Berlin de 1923 à 1924, il obtient son doctorat en droit en 1926 à Fribourg sur « la cause des obligations »,,,.

## Parcours professionnel

### Au niveau national
Après l'obtention d'un brevet de notaire en 1922 et d'avocat en 1925, il ouvre une étude à Sion. En parallèle, il est rédacteur en chef du journal politique conservateur Le Valais (1925 - 1927), puis de son successeur La Patrie valaisanne (1927 - 1930),, et ainsi rude adversaire du mouvement libéral-radical valaisan et de son organe, le journal Le Confédéré,. Durant cette période, il occupe aussi la charge de juge-instructeur suppléant du district d'Hérens-Conthey (1929 - 1930).
Après sa nomination comme professeur extraordinaire à l'Université de Fribourg en 1930 en droit pénal, puis en droit public et en droit international,, il s'oriente vers une carrière académique et accède au poste de professeur ordinaire le 24 mars 1934, fonction qu'il occupera jusqu'au 30 septembre 1952. N'abandonnant pas la pratique pour autant, il rouvre une étude à Sion en 1938. Durant ces années à Fribourg, il eu notamment comme recteur de 1944 à 1945, le professeur Gaston Castella, un cousin par alliance, et il a lui-même été doyen de la Faculté de droit de 1948 à 1949.
À la suite du décès de Louis Couchepin, l'Assemblée fédérale l'élit à la fonction de juge fédéral le 25 septembre 1952. Il quitte alors Sion pour s'établir à Pully, à proximité de Lausanne. En tant que membre et président de la chambre de droit public et administratif du Tribunal fédéral, il est appelé à donner de nombreux avis, soit au Conseil fédéral, soit aux gouvernements cantonaux,.
Durant ces années au Tribunal fédéral, il conserve la chaire de droit international à l'Université de Fribourg comme professeur honoraire et chargé de cours. Ses qualités d'enseignant l'amènent aussi à enseigner à l'Université de Lausanne en 1959. Il y remplace le professeur Marcel Bridel, appelé à Chypre comme conseiller juridique au sein de la commission mixte chargée de rédiger le projet de constitution de l'île. À sa retraite, l'Université de Fribourg lui confère le titre de sénateur (en) honoraire le 15 novembre 1967, et il maintient sa collaboration avec cette université jusqu'en 1971. 
En Suisse, parallèlement à ses fonctions de magistrat et de professeur, Antoine Favre est aussi membre du comité central de la Société suisse de radiodiffusion, où il fut président de sa commission juridique et membre du Conseil de Fondation de la caisse de pension de son personnel. À la fin des années 1960, il est également chargé d'étudier le projet du premier article constitutionnel sur la radiodiffusion et la télévision avec le professeur Hans Huber, avant de rejoindre une commission d'experts pour poursuivre son élaboration en 1971,.

### Au niveau international

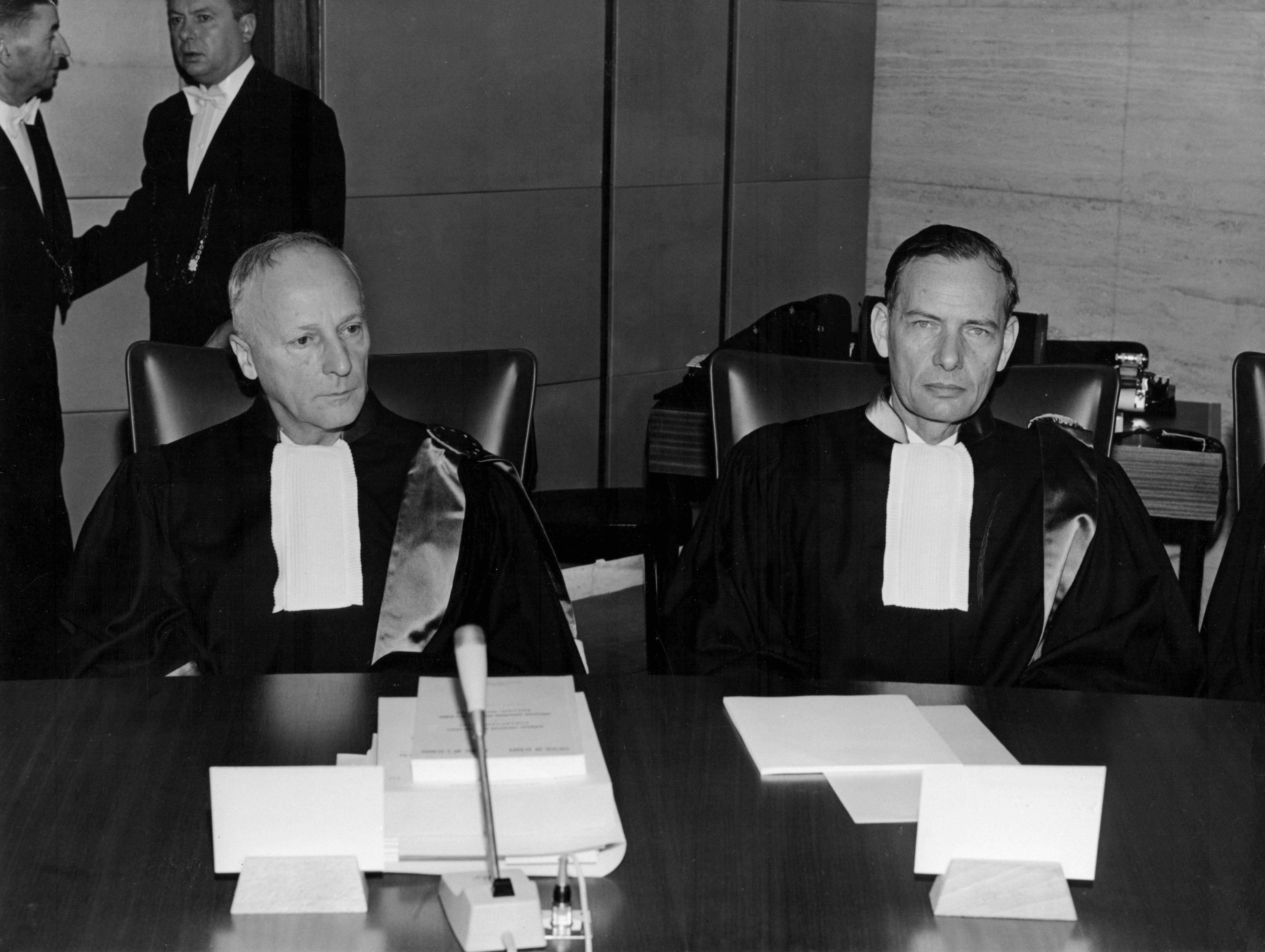
Antoine Favre et Hermann Mosler à Strasbourg vers 1970.

Le 18 septembre 1963, il est élu par l'Assemblée consultative du Conseil de l'Europe, sur proposition du Conseil fédéral, pour devenir juge à la Cour européenne des droits de l'homme,, juridiction assurant le respect de la Convention européenne des droits de l'homme. Il y eut notamment comme président, René Cassin, l'un des principaux rédacteurs de la Déclaration universelle des droits de l'homme. Réélu le 23 janvier 1973, Antoine Favre occupe cette fonction à Strasbourg jusqu'à sa mort en novembre 1974.

### Publications
Auteur de très nombreuses publications, il a laissé une somme de droit constitutionnel et de droit administratif, ainsi qu'un traité intitulé « Principe du droit des gens » en 1974 qui fit autorité,,.

## Parcours militaire
Officier de l'armée suisse dès 1922, il est incorporé durant plus de 20 ans au sein de la Brigade de montagne 3, puis de la Brigade de montagne 10. En 1930, il est promu capitaine et reçoit le commandement de la Compagnie de mitrailleurs de montagne IV-12 au sein du Régiment d'infanterie de montagne 6 (corps de troupe ayant notamment été appelé pour rétablir le calme après la tragique fusillade du 9 novembre 1932 à Genève).
En 1936, avec le grade de major, il reprend le commandement du Bataillon de fusiliers de montagne 6, qu'il dirigera ensuite durant les premières années de la Seconde Guerre mondiale, souvent sous la dénomination de sous-groupe du Six-Blanc, au sein du même Régiment d'infanterie de montagne 6. Dans ce régiment, engagé la plupart du temps à cette époque sous la dénomination de Groupement des Dranses, servait aussi l'écrivain Maurice Zermatten,. Il avait pour mission de tenir la position « Champex - Six-Blanc - Mont Rogneux - Mauvoisin » dans le pilier Sud-Ouest du Réduit national (axe du Grand-Saint-Bernard),.
Comme commandant de corps de troupe, il participe au Rapport du Grütli du général Henri Guisan le 25 juillet 1940. Durant la guerre, il eut lui-même comme commandant de régiment, le colonel Edmond Giroud, son cousin vigneron, puis le colonel Louis Couchepin, son prédécesseur au Tribunal fédéral. Fin 1942, il est encore promu lieutenant-colonel à la tête de son bataillon. L’année suivante, il remet son commandement, mais reste à la disposition du Conseil fédéral,.

## Parcours politique et diplomatique

### Au niveau cantonal
Sur le plan cantonal, il est député du district de Sion au Grand Conseil du Canton du Valais du 4 mars 1945 au 4 octobre 1952,. Au long de ces années, il a rédigé diverses lois cantonales, dont celles sur le notariat et l'application du Code pénal, et collabora étroitement à l'élaboration de nombreuses autres,. En 1951, il prend également la direction du Parti conservateur chrétien-social valaisan. Cependant, il sut dépasser ce cantonalisme pour être profondément suisse, de l'avis même de ses adversaires politiques.

### Au niveau national
Membre du Parti conservateur populaire, il est élu au Conseil national le 31 octobre 1943, où il siège du 6 décembre 1943 au 1er octobre 1952 (son successeur, René Jacquod, est nommé le 4 octobre 1952). Il y fut perçu comme la « conscience du Parlement », défendant les principes de la doctrine politique chrétienne avec autorité, mais aussi mesure, profondément inspiré par ses convictions religieuses et politiques. Bien qu'ardent défenseur des libertés individuelles, il admettait que la sauvegarde de celles-ci nécessitait un État fort,.
Durant ces années, il s'est surtout occupé de questions de droit international (Organisation internationale du travail, Accord de Washington (de), adhésion à la Cour internationale de justice) et de législation (régime financier, protection de la famille, Code pénal, assurance-maladie et accidents, etc.). En particulier, au sortir de la guerre en 1945, il fut membre de la Commission consultative suisse pour l'examen de la Charte des Nations Unies. Au sein du Conseil national, il a également été membre de la Commission des affaires étrangères et président de la Commission de gestion,,. 

### Au niveau international

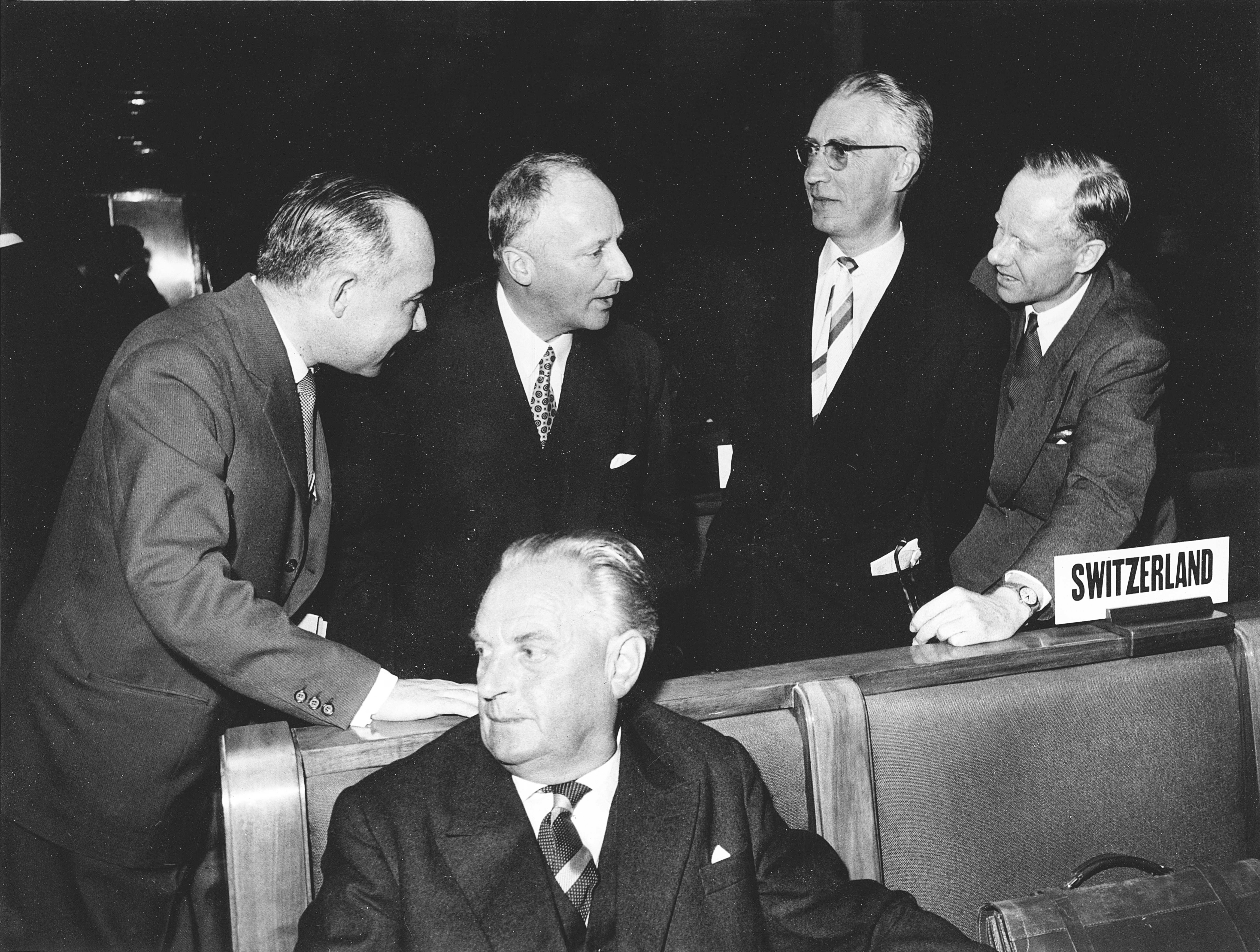
Antoine Favre au Palais des Nations à Genève en 1959.

Fin 1954, fort déjà de son expérience juridique et politique, il est chargé par le Conseil fédéral de présider la délégation helvétique aux Conférences diplomatiques de Genève (1959) et de New York (1961) sur la réduction des cas d'apatridie,,, qui ont débouché sur l'adoption de la Convention sur la réduction des cas d'apatridie le 30 août 1961 par les Nations unies.
Enfin, au début de cette même année, sous la conduite de Msgr. Silvio Luioni (en), il est encore membre de la délégation du Saint-Siège à la « Conférence diplomatique sur la réaffirmation et le développement du droit international humanitaire applicable dans les conflits armés », conférence s'étant tenue à Genève de 1974 à 1977 et ayant conduit à l'élaboration, puis à l'adoption le 8 juin 1977, du Protocole I aux Conventions de Genève,.